# Jardin botanique de Moscou
Le jardin botanique de Moscou, ou officiellement jardin botanique principal de l'académie des sciences de Russie du nom de Nikolaï Tsitsine (Главный ботанический сад имени Н.В. Цицин РАН) est l'un des plus grands jardins botaniques d'Europe. Son parc de 130 hectares est situé dans le district administratif nord-est de Moscou.

## Histoire
Le 21 janvier 1945, un décret du Conseil des commissaires du peuple de l'URSS (n° 128) a été adopté pour célébrer le 220e anniversaire de l'Académie des sciences de l'URSS. Parmi les mesures proposées figurait la création d'un nouveau jardin botanique à Moscou. Le programme de construction a été approuvé le 14 avril 1945, et en mai de la même année, 361 hectares de terrain ont été alloués dans le parc forestier d'Ostankino pour ce projet.
La date officielle de fondation du Jardin botanique principal est le 14 avril 1945. Il est situé sur un site abritant des forêts naturelles uniques de Moscou. Grâce aux travaux scientifiques menés dans le jardin, des fragments de la forêt d'Erdenievskaya (dans la chênaie d'Ostankino) et de la forêt de Leonovo ont été préservés. Ces territoires sont mentionnés pour la première fois dans les chroniques de 1584.

### Histoire du site
À l'origine, ces terres appartenaient aux princes Cherkassky, où le tsar Alexeï Mikhaïlovitch (père de Pierre le Grand) aimait chasser. Plus tard, elles ont été transmises à la famille Cheremetev en dot de Varvara Cherkasskaya, qui épousa Piotr Borissovitch Cheremetev. Le comte Nikolaï Cheremetev, propriétaire du domaine d'Ostankino, a transformé une partie de la forêt en un parc à l'anglaise, conçu par un jardinier anglais pour imiter un paysage naturel. Cinq étangs artificiels ont été creusés, alimentés par la rivière Kamenka, un affluent de la Yauza. Les principales espèces d'arbres du parc étaient le chêne, le tilleul et l'érable, tandis que les arbustes dominants étaient le noisetier, le chèvrefeuille et la viorne.

### Projets préliminaires
Bien avant la fondation officielle, des projets pour la création du jardin botanique existaient déjà. Des esquisses datant de 1940 et 1945, conçues par l'architecte I.M. Petrov, en témoignent. Ces projets s'inscrivaient dans le cadre du plan d'urbanisme de Moscou.
- Selon le projet de 1940, la limite nord du jardin devait suivre la ligne de chemin de fer circulaire, tandis que la limite sud devait s'étendre jusqu'à l'actuelle rue Akademika Koroleva, incluant le complexe de Marfino à l'ouest et s'étendant jusqu'à l'avenue Mira à l'est.
- Le projet de 1945 a redéfini les limites ouest et est, respectivement par la rue Botanicheskaya et la rue Selkokhoziaïstvennaïa, tout en conservant les limites nord et sud.

### Développement du jardin
En 1948, un département de dendrologie a été créé (issu d'un groupe de dendrologie existant depuis 1945). Son objectif principal était l'introduction d'espèces ligneuses pour enrichir la flore cultivée et préserver le patrimoine génétique végétal. Une zone de 75 hectares a été attribuée au dendrarium, où les plantes sont organisées selon un principe systématique: les représentants de chaque genre sont regroupés en tenant compte de leurs caractéristiques écologiques et de leur taille future. En 2005, le dendrarium comptait 2 020 espèces, variétés et formes de plantes ligneuses.

### Expansion et statut actuel
Entre 1945 et 1969, des décisions du Mossoviet et des décrets du Présidium de l'Académie des sciences de l'URSS ont permis au Jardin botanique principal d'acquérir les terrains où se trouvent aujourd'hui ses principales expositions paysagères et botaniques. En 1998, le jardin a obtenu l'usage permanent de 331,49 hectares.

## Illustrations

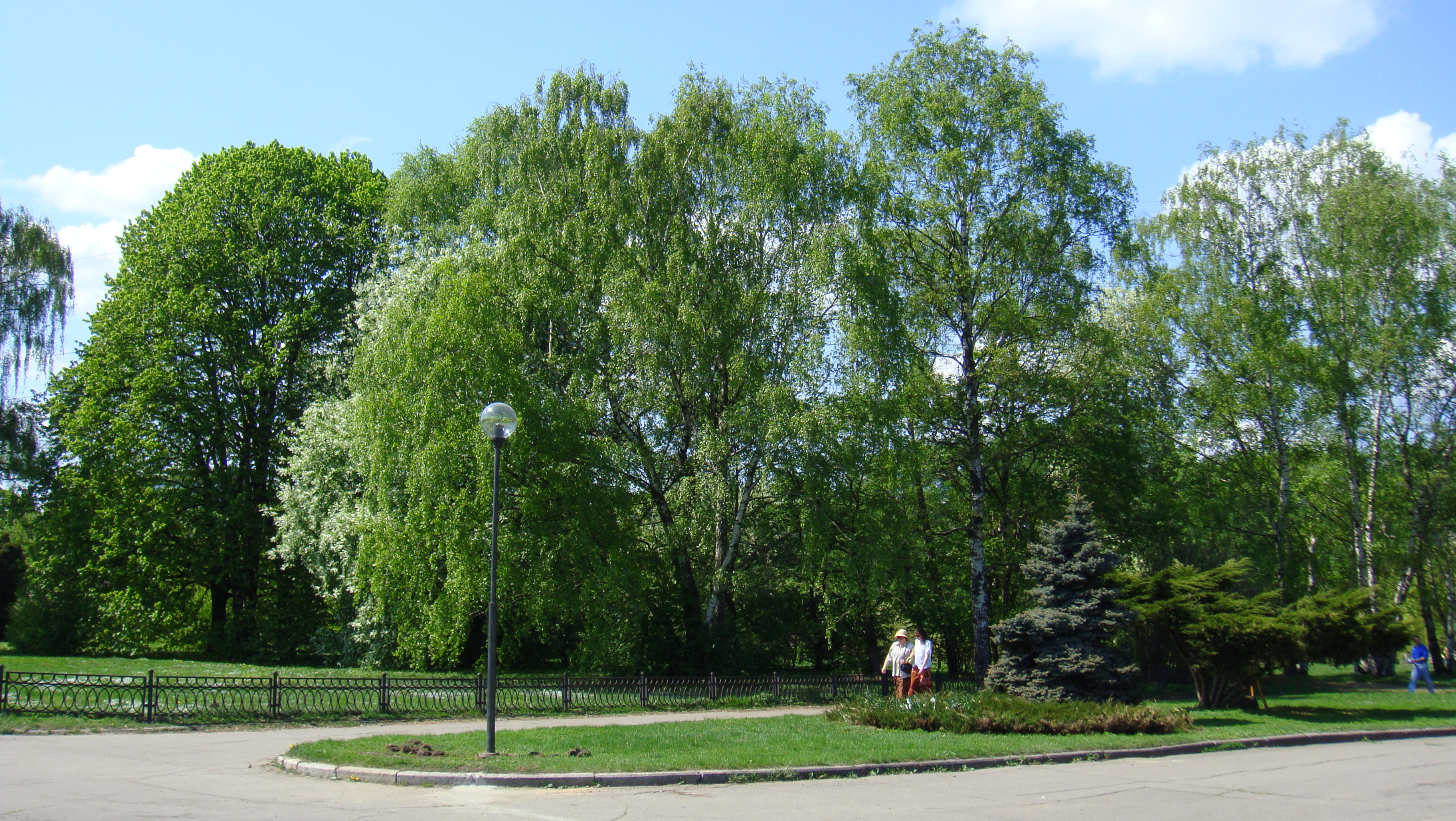
Bouleaux du parc
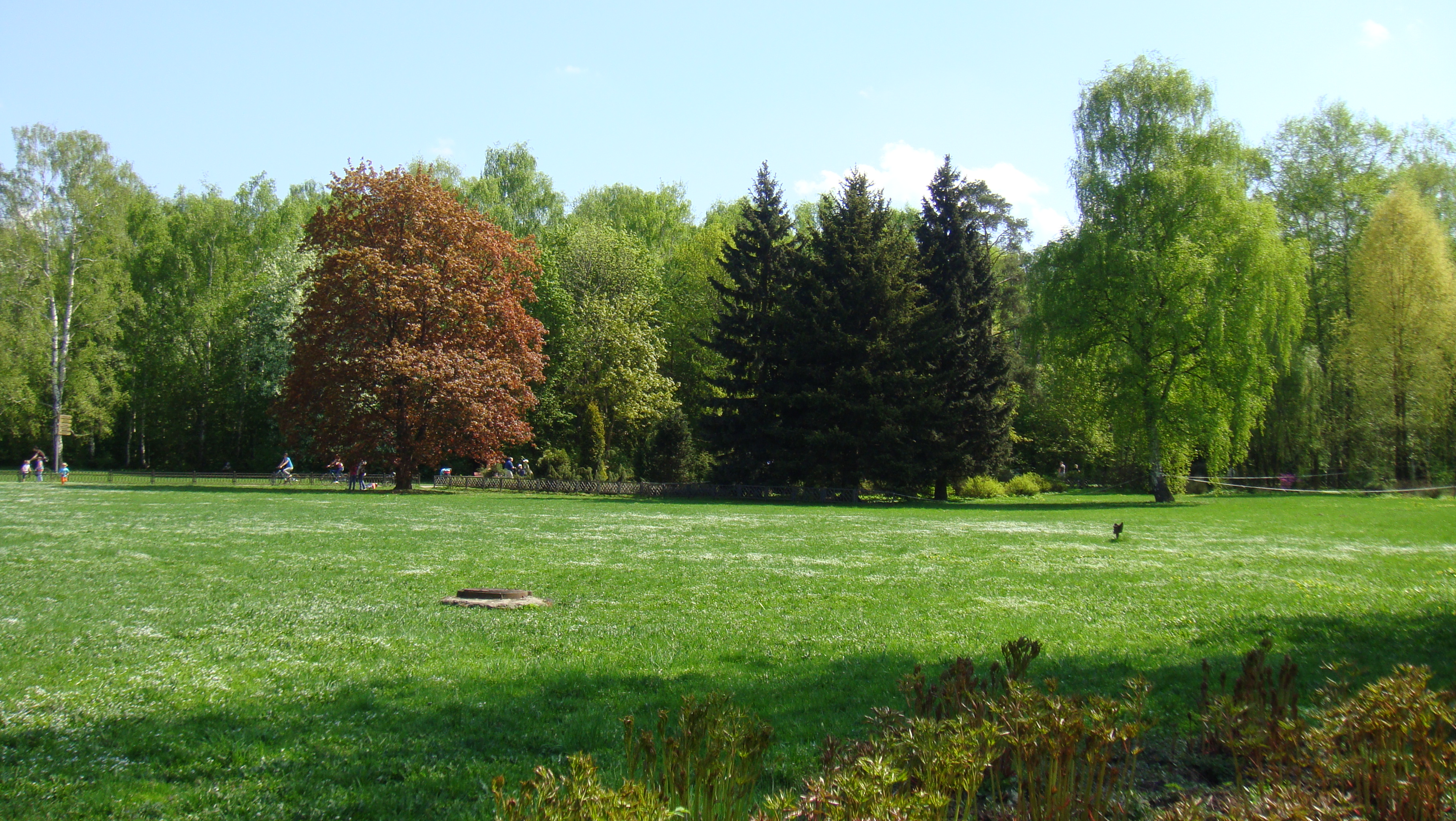
Vue d'une partie du parc au printemps
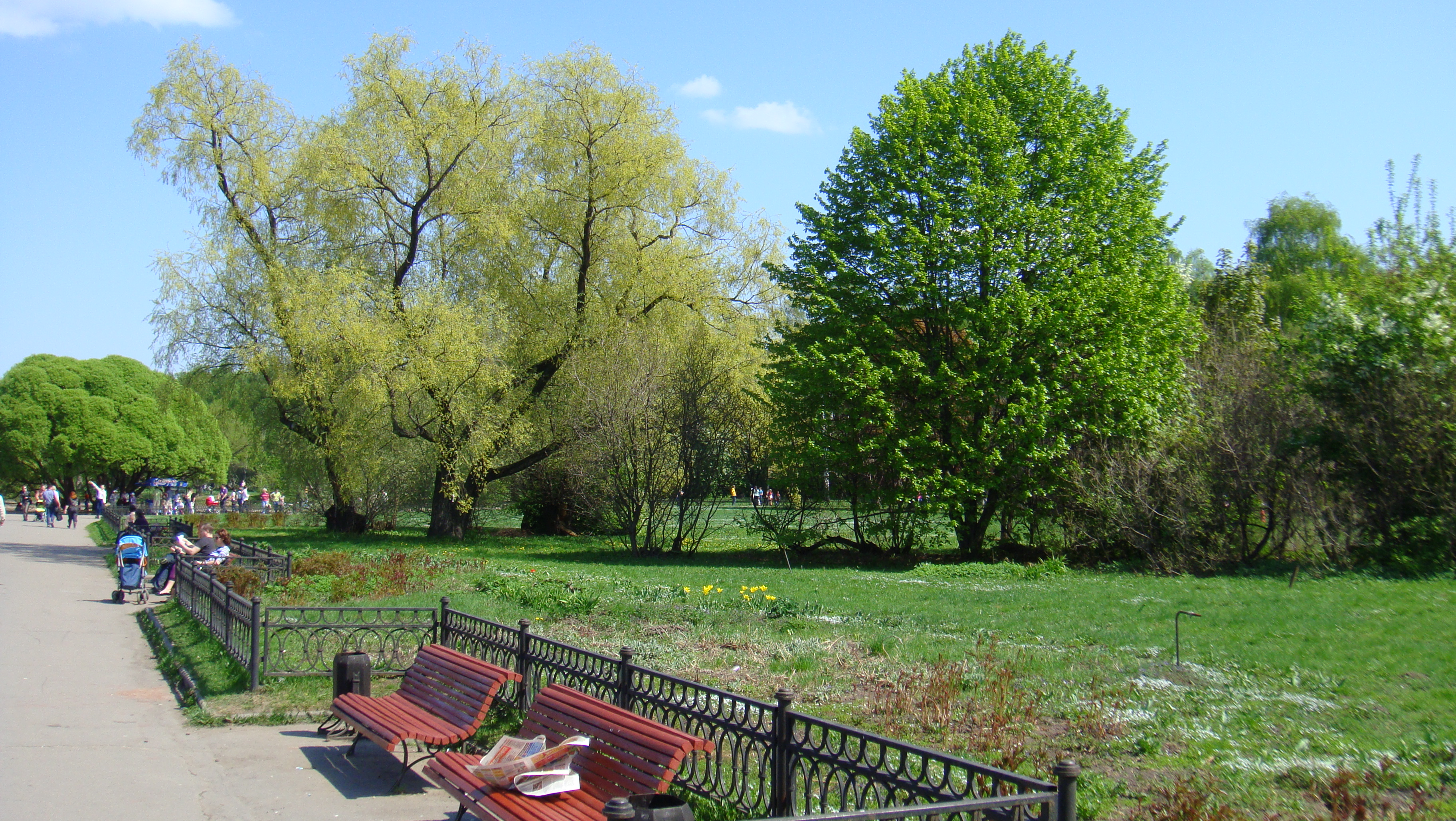
Vue d'une des pelouses
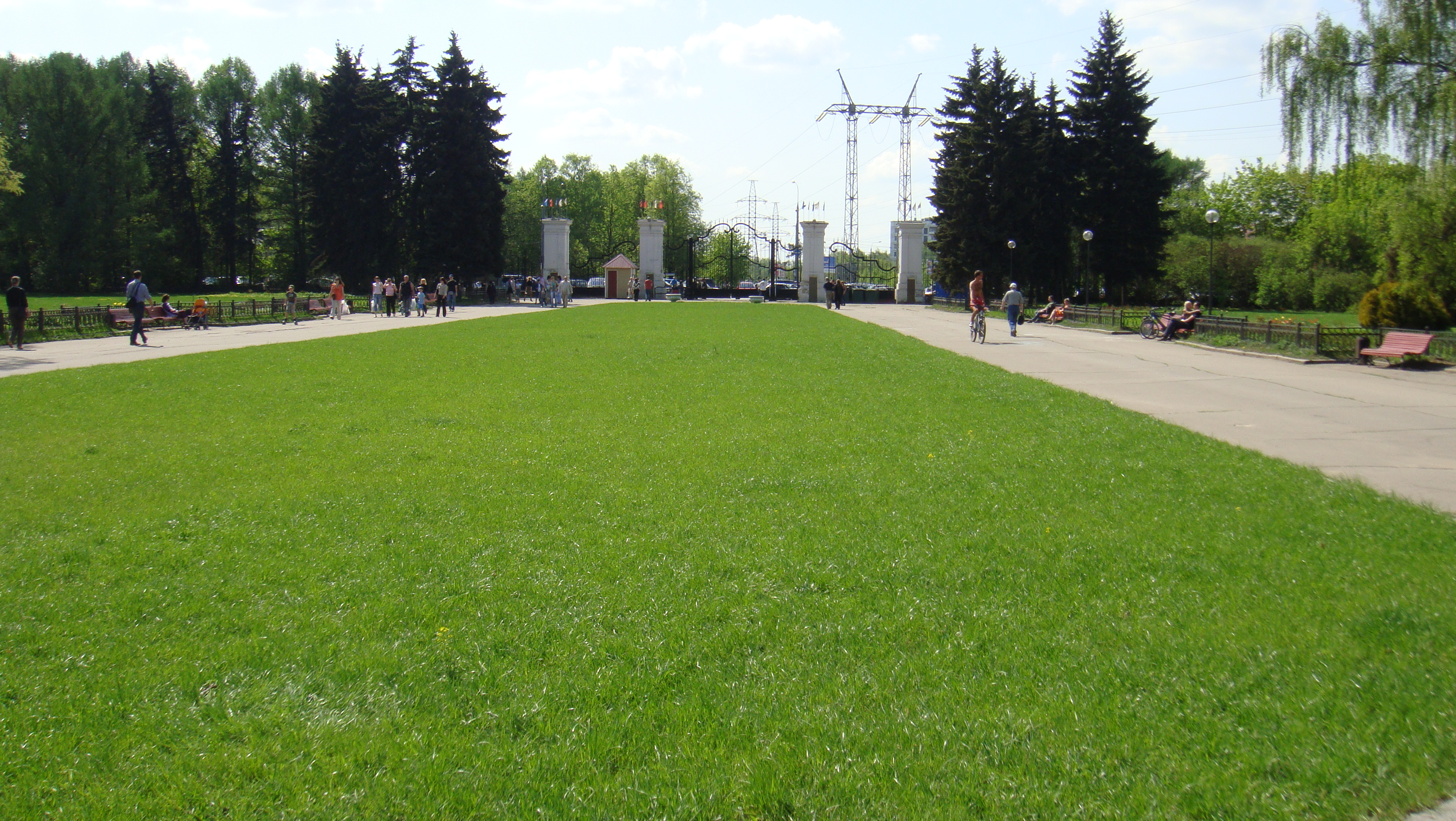
Entrée du parc
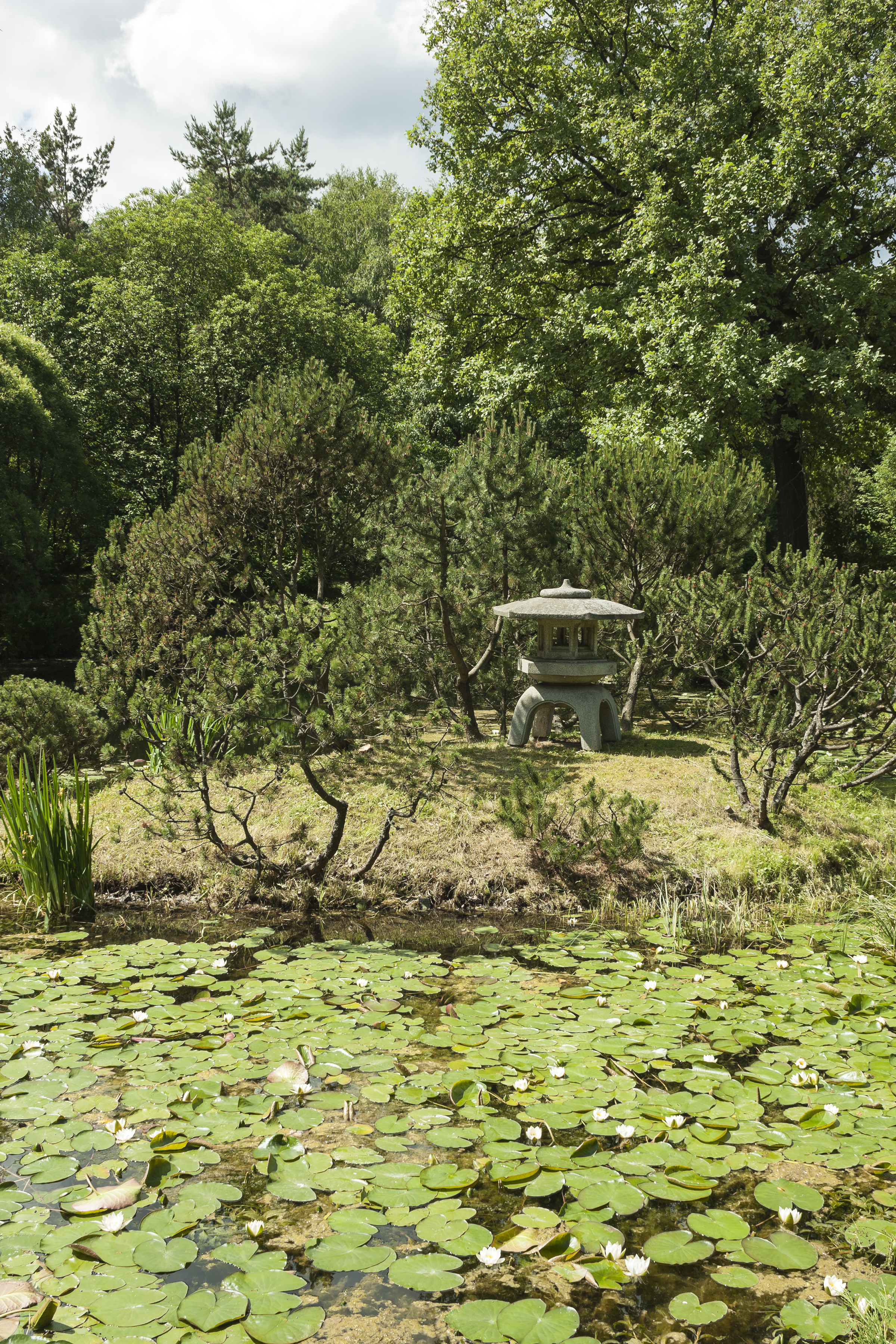
Principal Jardin Botanique de l'Académie des Sciences de Russie (Exposition "Jardin Japonais")
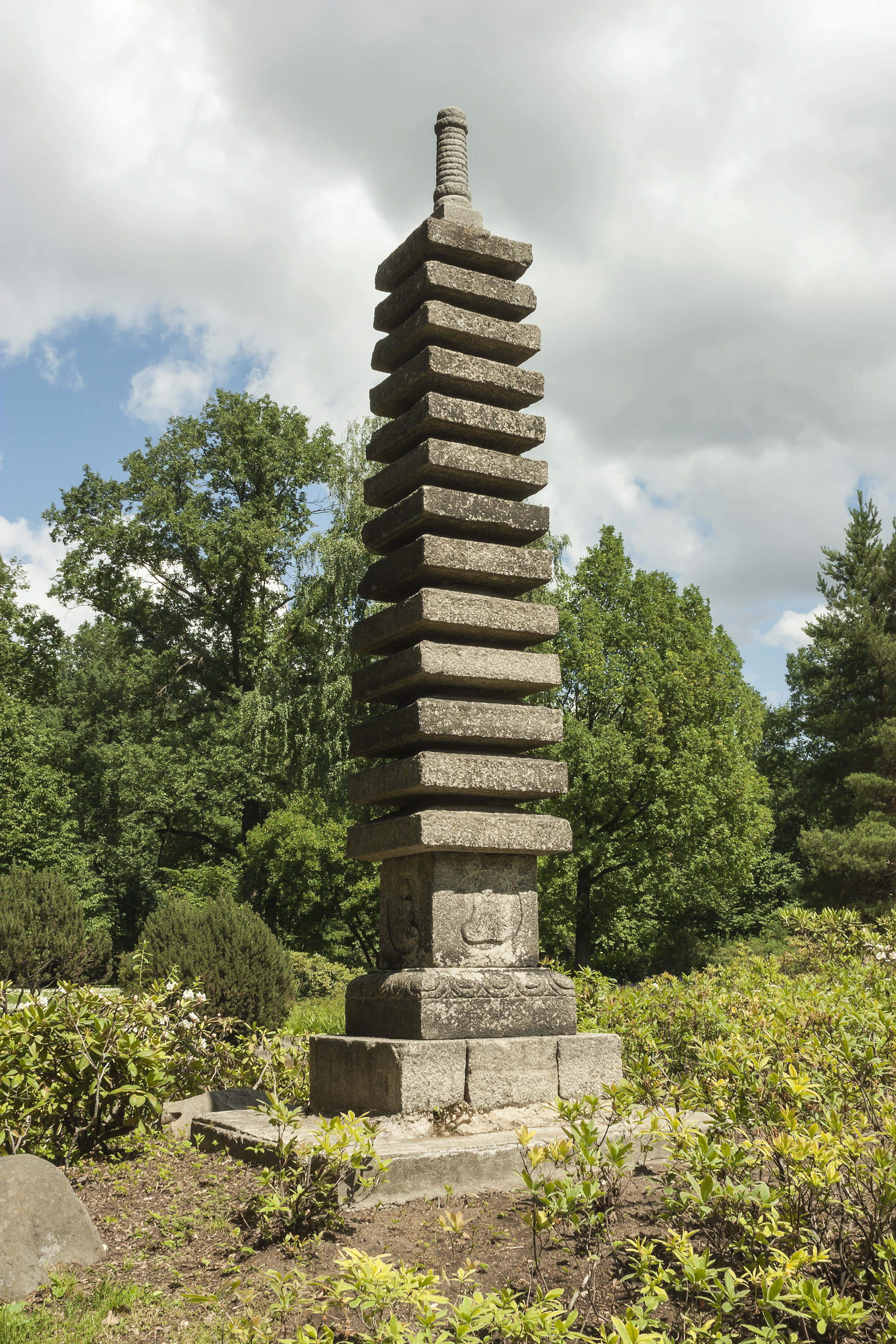
Principal Jardin Botanique de l'Académie des Sciences de Russie (Exposition "Jardin Japonais")
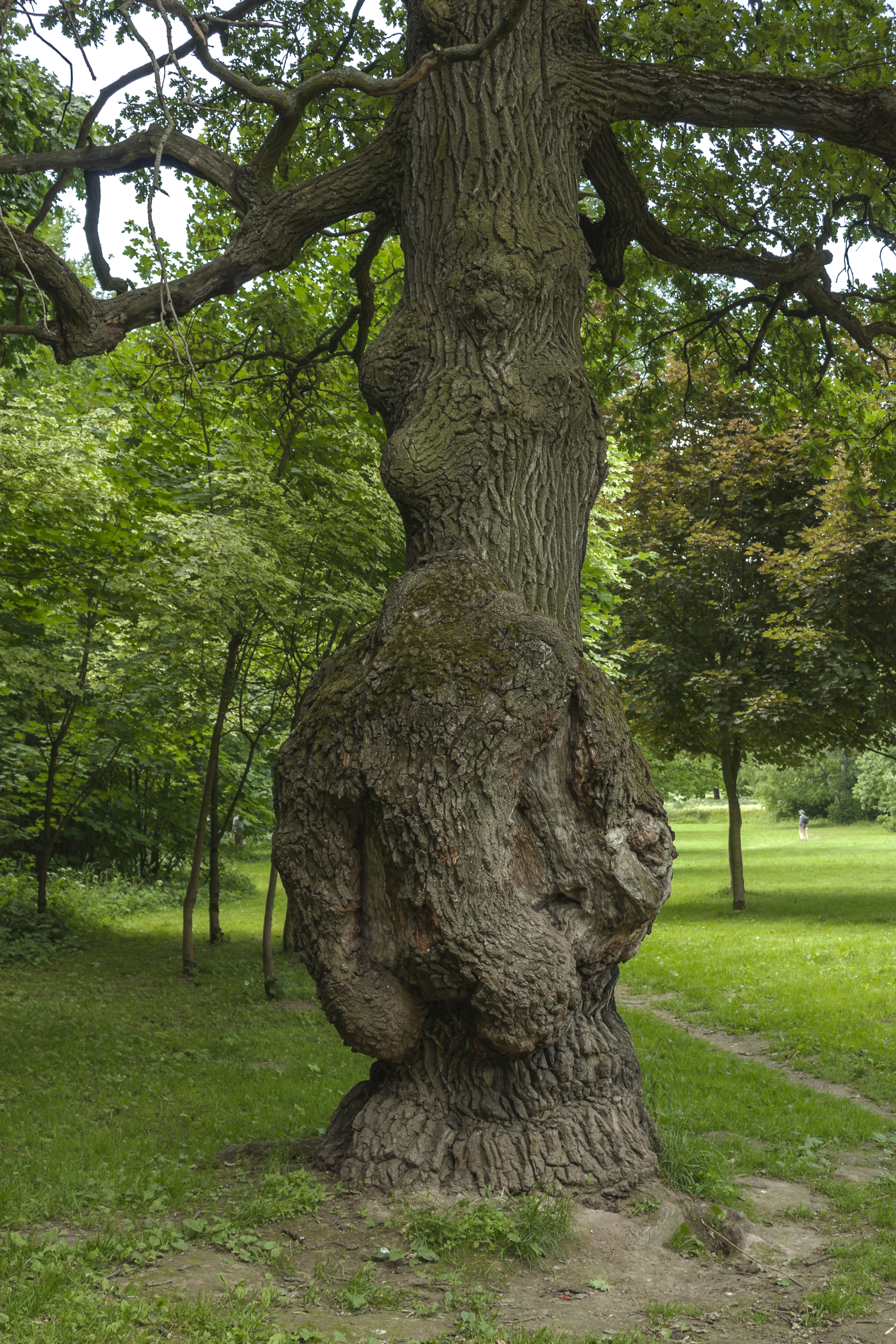
Jardin botanique principal de l'Académie des sciences de la Russie
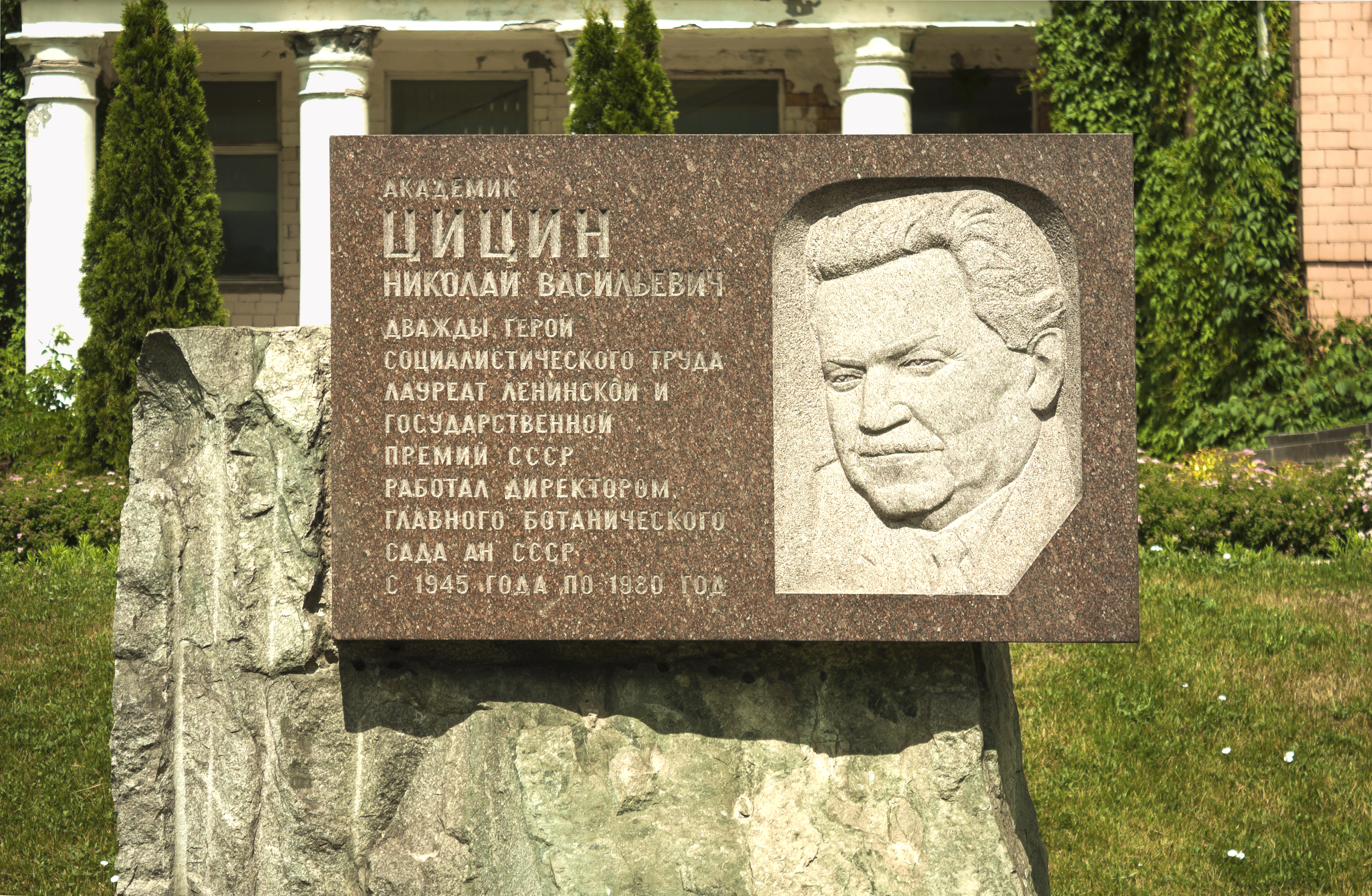
Jardin botanique principal de l'Académie des sciences de la Russie

## Roseraie

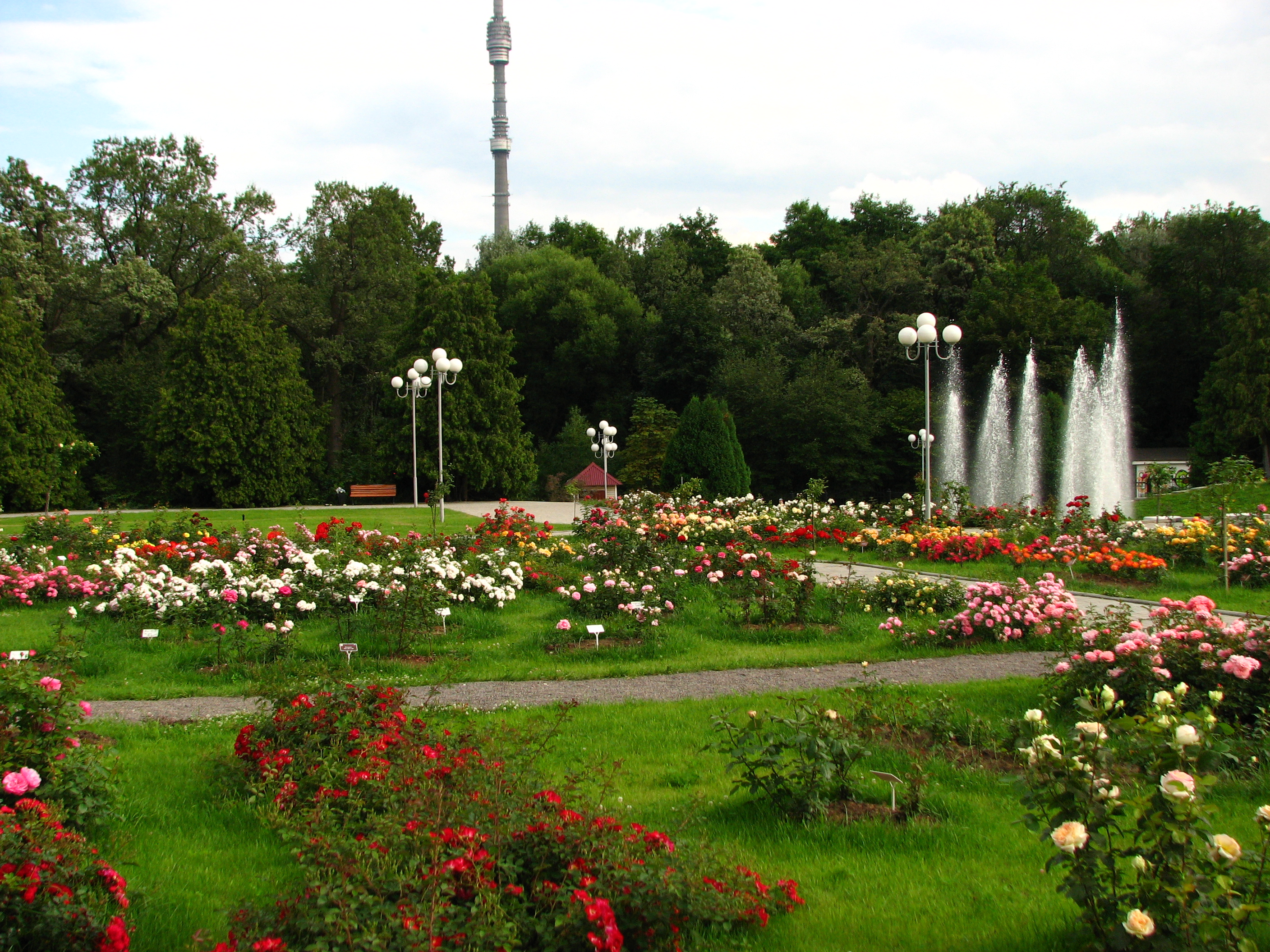
Vue de la roseraie (rosarium)
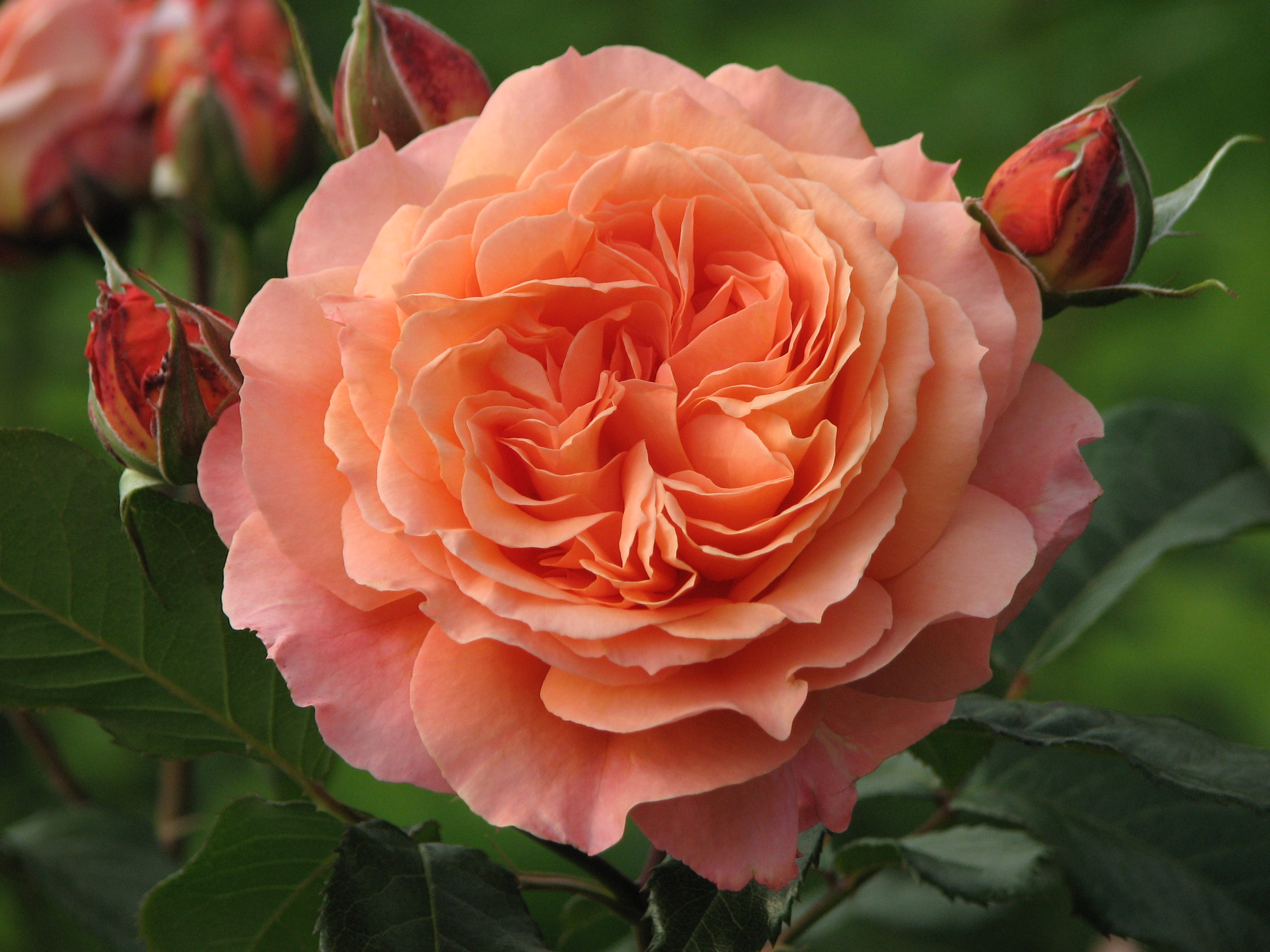
Rose 'Belvedere' (1996, Tantau)
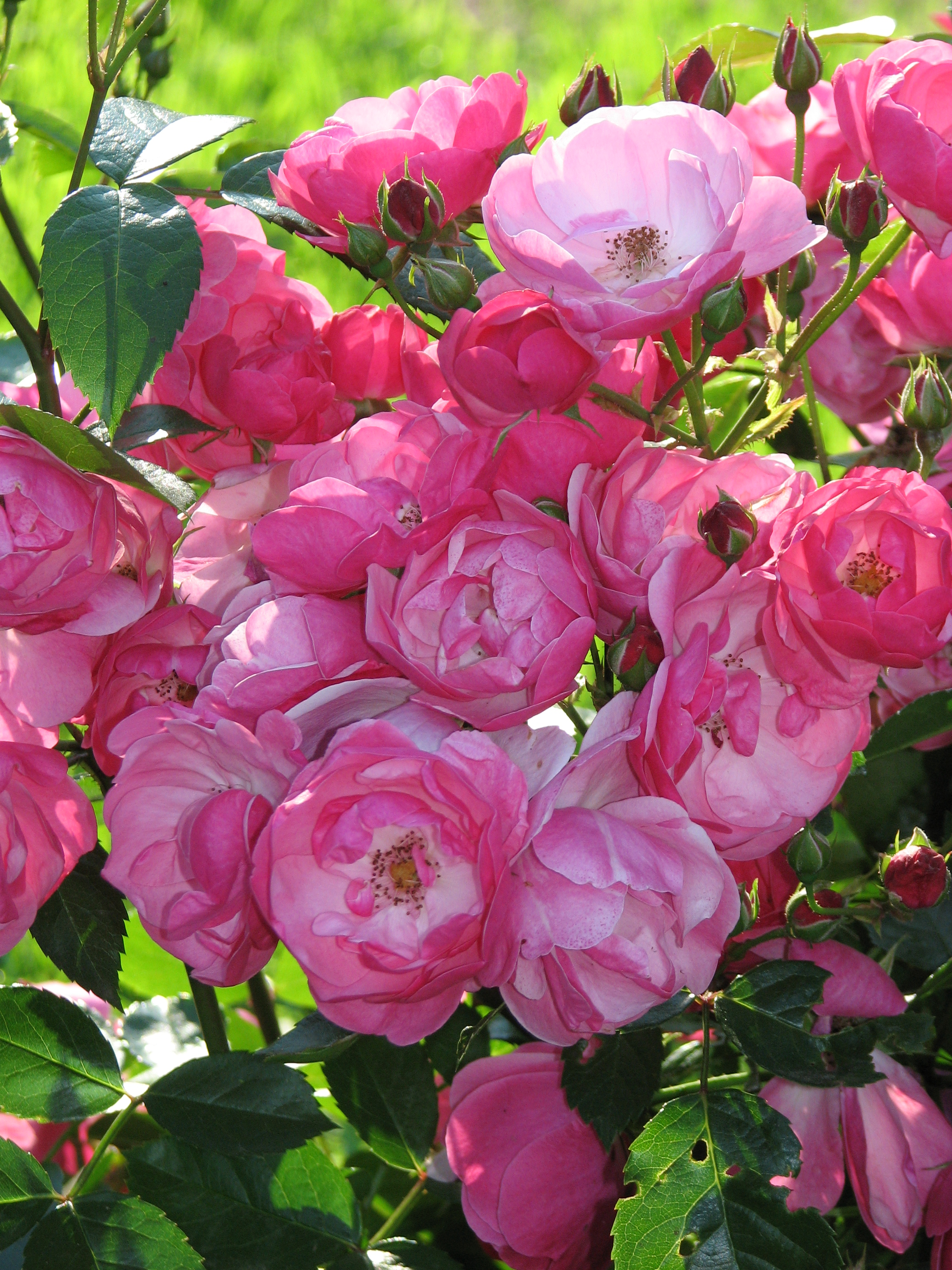
Rose 'Angela' (1984, Kordes)
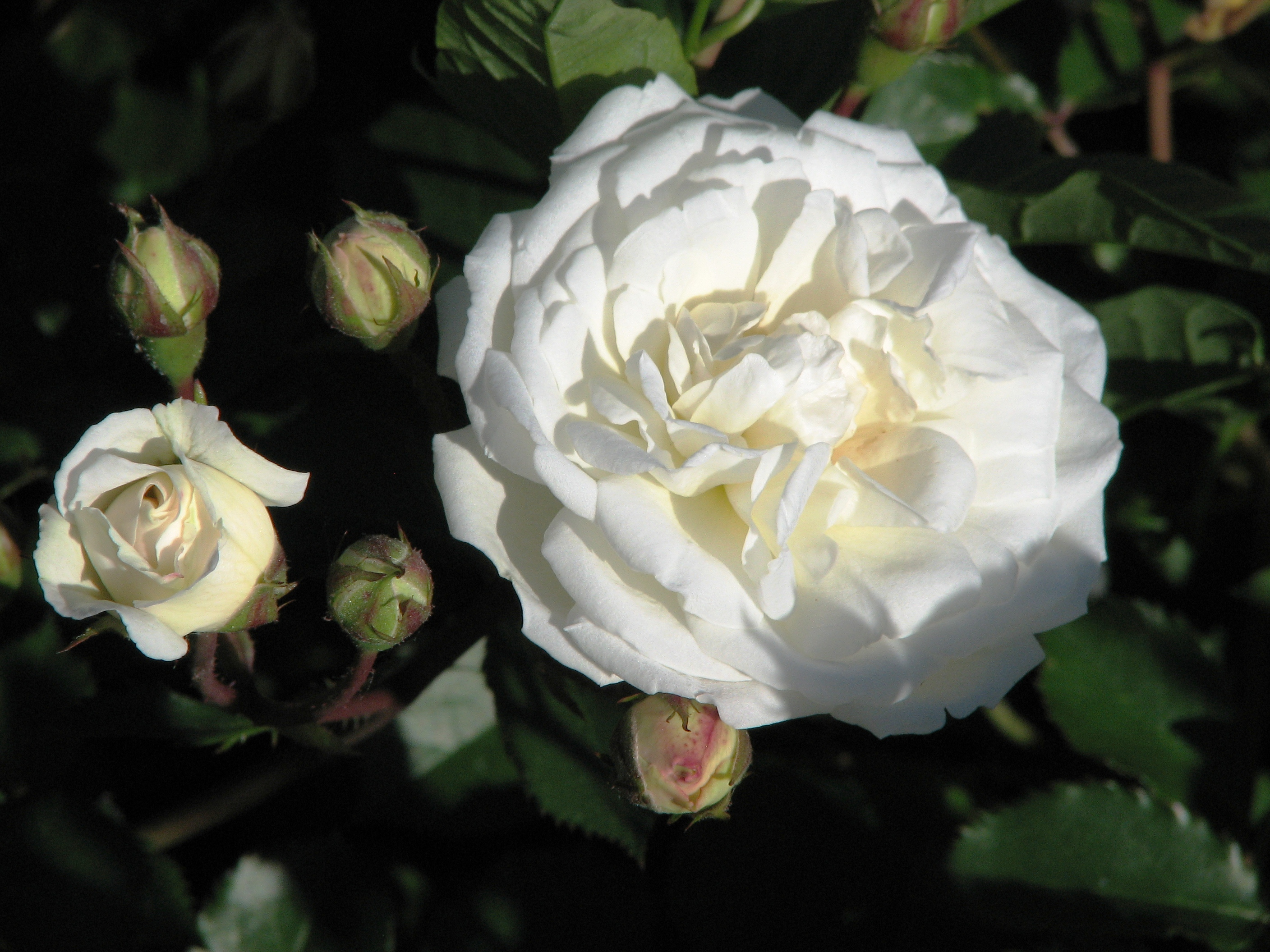
Rose 'Prosperity' (1919, Pemberton)
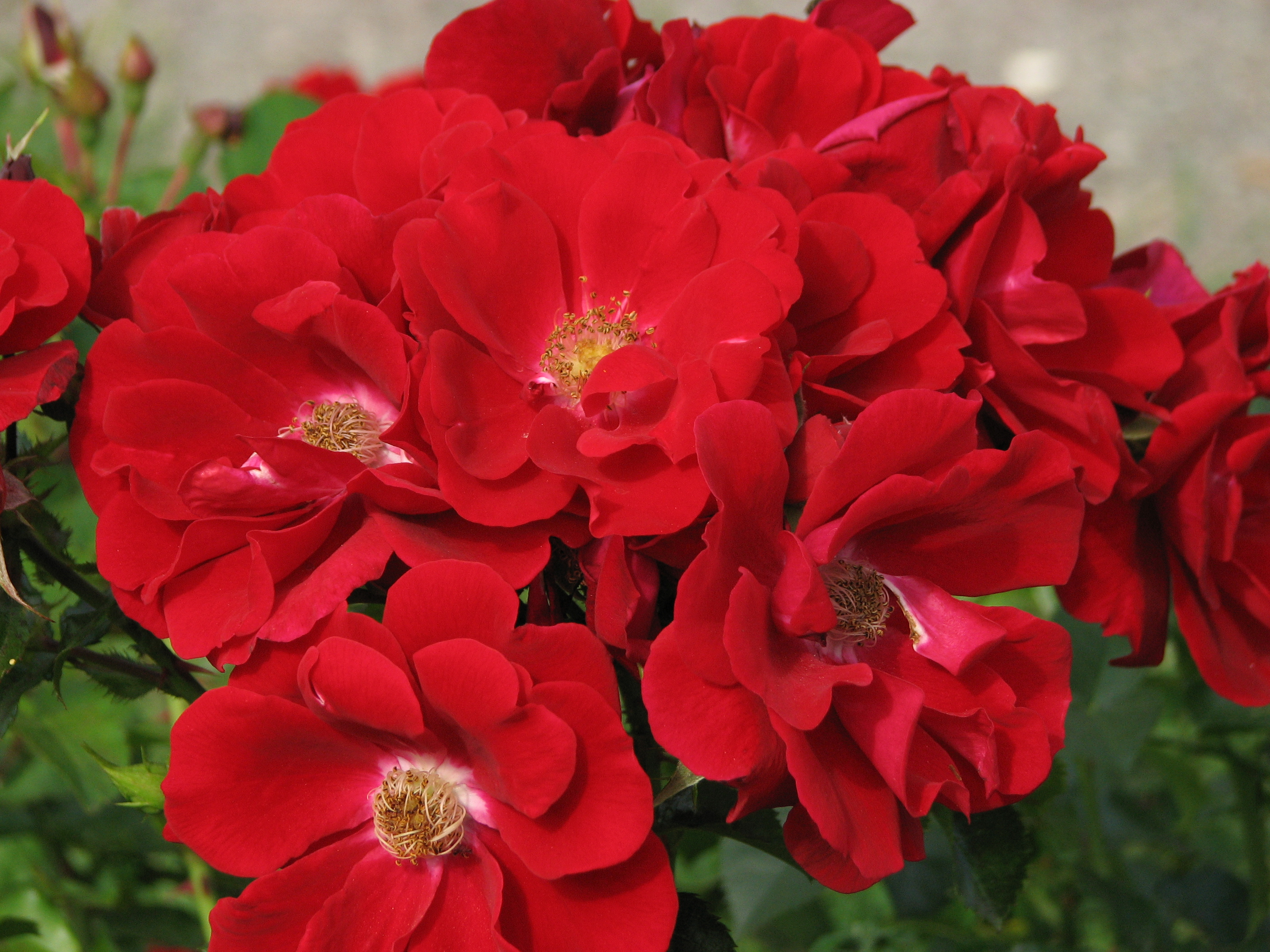
Rose 'Stadt Rosenheim' (1961, Kordes)
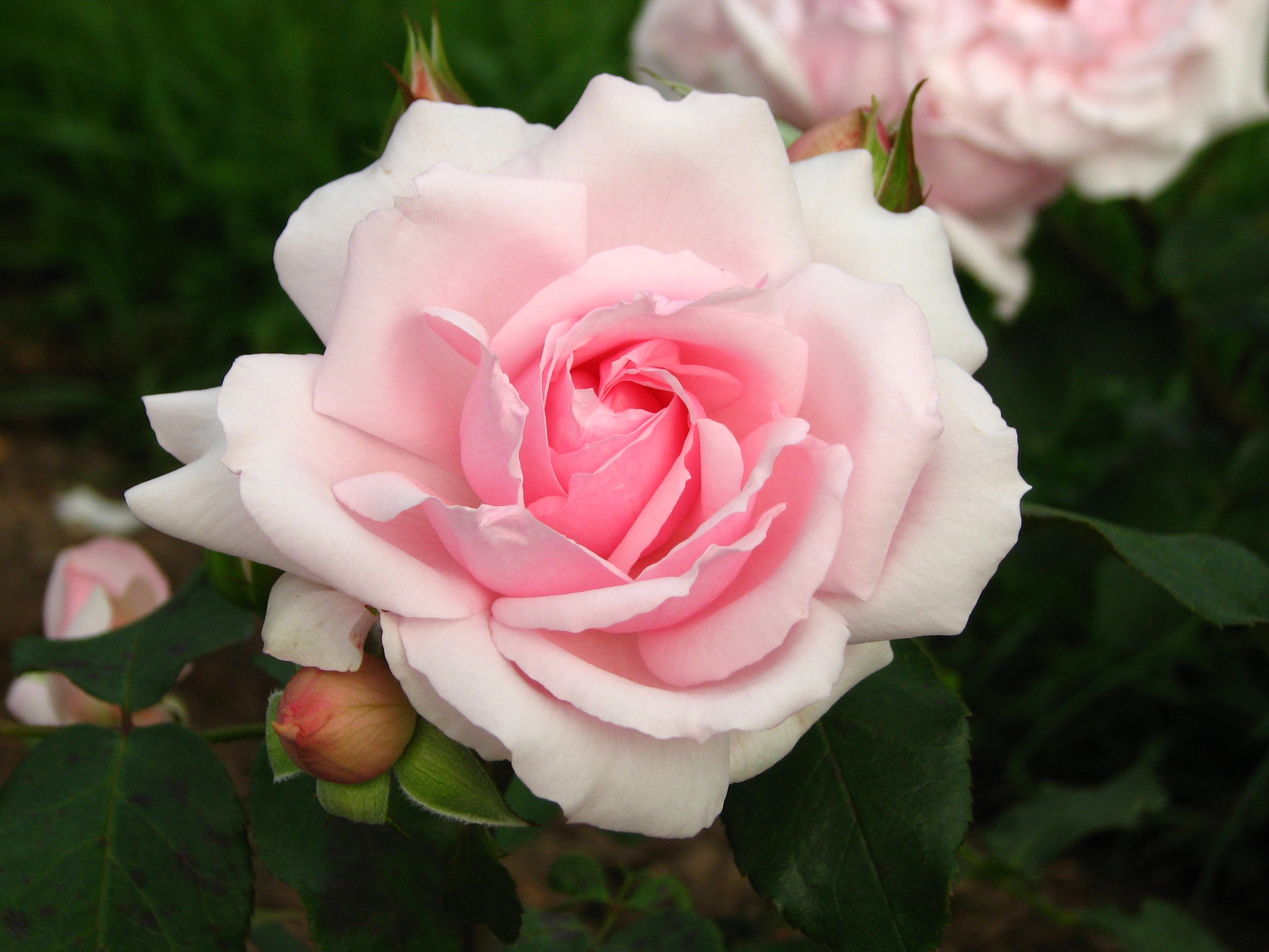
Rose 'Petit Trianon' (2004, Meilland-Richardier)
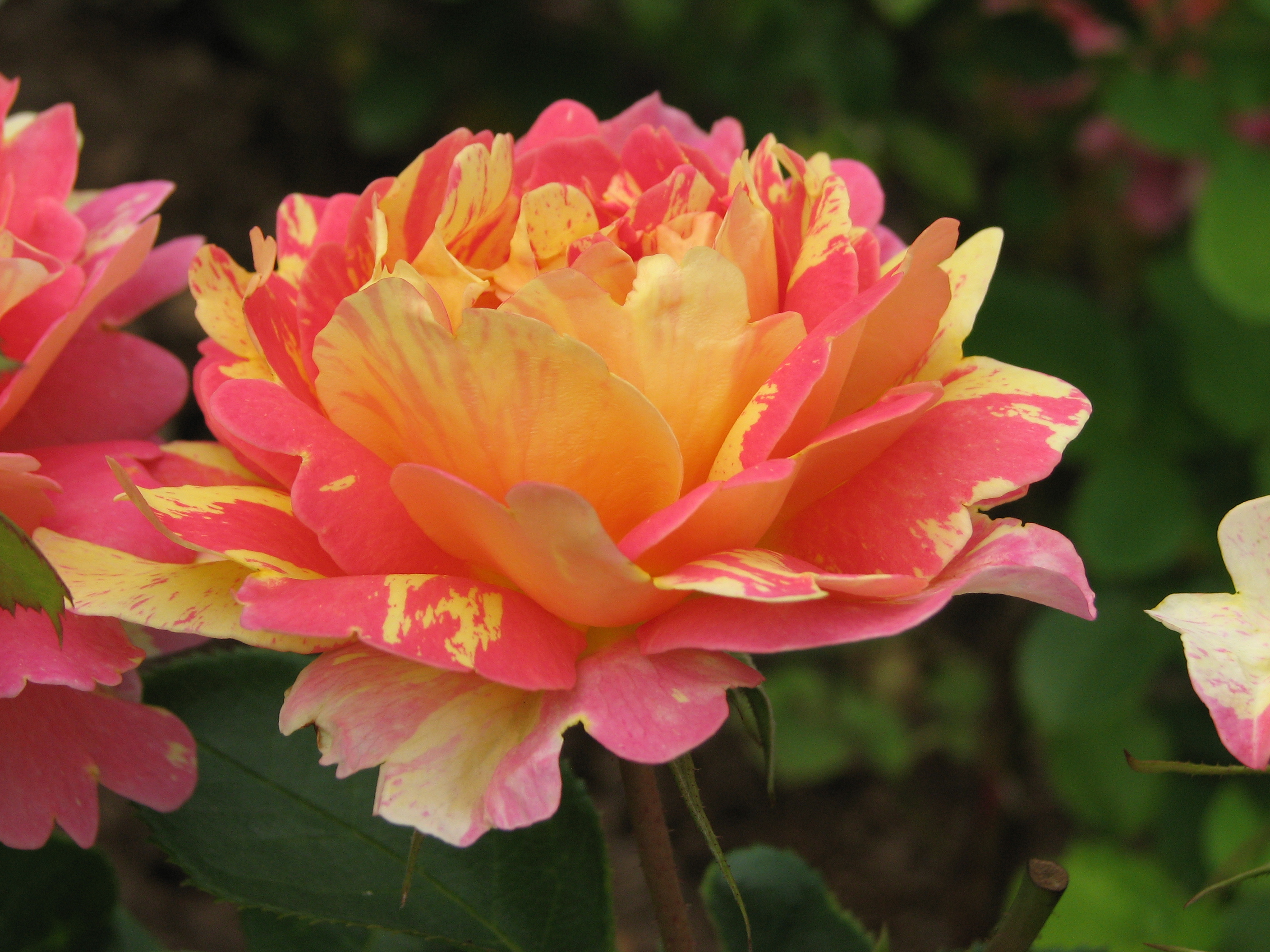
Rose 'Rose des Cisterciens' (2005, Delbard)

## Source
- (de) Cet article est partiellement ou en totalité issu de l’article de Wikipédia en allemand intitulé « Botanischer Garten Moskau » (voir la liste des auteurs).